# New Philadelphia (Ohio)
New Philadelphia è una località degli Stati Uniti d'America, capoluogo della contea di Tuscarawas, nello Stato dell'Ohio.